# Snowpiercer
Snowpiercer (titulada 설국열차 en idioma coreano, RR: Seolgugyeolcha) es una película surcoreana de ciencia ficción rodada en inglés, dirigida por Bong Joon-ho y escrita por Kelly Masterson. Se estrenó en 2013.
La producción está basada en la novela gráfica francesa de Jacques Lob, Benjamin Legrand y Jean-Marc Rochette Le Transperceneige.

## Argumento
En el año 2014, un intento de contrarrestar el calentamiento global a través de la ingeniería climática es contraproducente, causando una nueva edad de hielo global y extinguiendo casi toda la vida en los siguientes años. Los únicos supervivientes humanos están en el Snowpiercer, un súper tren masivo, grande y moderno, que viaja en una pista de circunnavegación a través del mundo, creado por el magnate del transporte e inventor, Wilford. 
Para el año 2031, las élites habitan en los extravagantes vagones delanteros, mientras que la "escoria" pobres y enfermos, habitan la cola del tren en condiciones sórdidas y brutales. Bajo la vigilancia de los guardias de Wilford, solo se traen barras de proteína gelatinosa para comer que se sospecha es producida con restos humanos, de la población del tren que muere en forma misteriosa.
Conspirando con su mentor Gilliam y el segundo al mando de Edgar, Curtis Everett planea dirigir a los pasajeros de la cola en una revuelta y guerra civil, que eliminará a todos los pobres y violentos de esa sociedad, y a ellos los llevará hasta el motor en la parte delantera. Claude y los guardias armados vienen a llevarse a dos niños pequeños, Andy y Timmy para trabajar en la parte delantera como esclavos. Andrew, el padre de Andy, intenta luchar, pero es castigado por Mason a ser forzado a poner su brazo en el frío extremo, fuera del tren, amputándolo efectivamente. Enfurecido, Curtis inicia su plan de escape la próxima vez que sean alimentados. Al darse cuenta de que los guardias no tienen municiones, Curtis y los pasajeros de la cola del tren, los derrotan fácilmente y toman los vagones de seguridad, de la prisión y otros avanzando hacia la parte delantera del tren por los diferentes vagones, establecidos con una población que no puede cambiar de vagón.
En el vagón de la prisión, Curtis libera al experto en seguridad Namgoong Minsu y a su clarividente hija, Yona, para que puedan desactivar las cerraduras de las puertas entre los vagones y poder avanzar hacia adelante a mejores vagones del tren y llegar al vagón del motor principal del tren, que funciona con energía nuclear, ofreciéndoles una droga alucinógena como pago. Gilliam sugiere que, si toman el vagón de suministro de agua, controlarán cualquier posible negociación con Wilford para liberar a los cautivos. 
Entonces, son emboscados por un equipo de hombres violentos enmascarados armados con hachas, supervisados por Mason y Franco. En la batalla sangrienta que sigue por tratar de avanzar hacia adelante en los vagones del tren, Curtis sacrifica a Edgar, Mason es tomado cautivo. Al día siguiente, algunos de los insurgentes continúan con su captura como rehén, mientras que el resto de combatientes se queda atrás para atender a los heridos y proteger a los prisioneros.
El grupo de amigos viajan a través de varios vagones lujosos en el tren abriendo las puertas blindadas y llegan a un salón de clases, donde la maestra les explica a los niños y algunos rebeldes, sobre la grandeza de Wilford y acerca del "motor sagrado", un generador nuclear y detalles sobre su funcionamiento, con mecanismos para conectar las ruedas y mantener funcionando el tren. De pronto, distraídos por la celebración del Año Nuevo que marca una circunnavegación del mundo en el tren, la maestra les apunta con un arma, matando a Andrew de forma súbita, antes de que Gray pudiera matarla. Más atrás, los soldados de Franco y Mason, usan la misma distracción para matar al ejército rebelde. En la batalla, Franco ejecuta a Gilliam y Curtis mata a Mason en venganza por sus malos tratos durante años. El grupo de Curtis continúa avanzando por los vagones del tren, seguido por Franco, lo que lleva a una violenta pelea en una sauna, durante la cual Franco mata a Gray y hiere mortalmente a Tanya, antes de que Curtis y Namgoong lo maten.
En la puerta del vagón delantero del motor, Namgoong revela que planea usar el Kronole, altamente inflamable como un explosivo, para tratar de volar una escotilla blindada hacia el exterior del tren, ya que ha observado signos de que el mundo exterior se está calentando, el hielo derrite y ahora puede ser más habitable, al ver por algunas ventanas que la nieve es más delgada. Curtis le confiesa que pocos años después de entrar en el tren, los pasajeros de los vagones traseros, recurrieron al canibalismo para sobrevivir, y su participación en dichos actos lo persigue. Estaba casi listo para matar a Edgar, cuando Gilliam le ofreció su propio brazo, mientras tanto, se revela que Franco sobrevivió y se dirige hacia el motor.
El asistente de Wilford, el guardia Claude, emerge del vagón del motor, le dispara a Namgoong, aparentemente lo mata y luego invita a Curtis a entrar, donde se encuentra con un anciano Wilford que está solo, cuidando el motor y cocinando carne. Wilford le revela a Curtis que su sangrienta revolución en la parte trasera del tren, en realidad fue orquestada por él y Gilliam para reducir la población y mantener el equilibrio del ecosistema sellado, y posteriormente ordena la eliminación del 74% de los pasajeros de los vagones de la cola del tren restantes. Explica la importancia de usar el miedo y el caos para mantener el orden y el liderazgo en el tren, para que la humanidad pueda sobrevivir en un mundo decadente y en peligro de extinción dentro del tren, con pocos recursos para poder existir hasta que el planeta pueda ser habitando nuevamente. 
Después de dejar que Curtis experimente estar solo por primera vez en diecisiete años, Wilford le pide a Curtis que lo reemplace para cuidar al motor del tren. Curtis parece listo para aceptar, cuando Yona entra rápidamente al vagón del motor del tren y con sus poderes mentales, descubre algo oculto bajo el piso del vagón del motor, levanta una tabla del suelo usando sus poderes mentales con los que puede sentir que algo extraño está pasando bajo el tren. Se revela que los niños pequeños de la sección de cola del tren, incluidos Andy y Timmy, son usados como esclavos, forman parte de piezas de repuesto para mantener funcionando maquinaria "extinta" del sistema de movilidad del tren para completar su funcionamiento. La sección de la cola del tren sirve para proporcionar este recurso humano, necesario para el funcionamiento total del motor. Curtis somete a Wilford y mete su brazo bajo el suelo para rescatar a los niños, sacrifica un brazo entre los mecanismos giratorios de la base del motor para salvar a Timmy de este trabajo de esclavitud, aunque su amigo Andy se niega a ser salvado.
Namgoong revive y finalmente mata a Franco, mientras Yona enciende el Kronole para provocar la explosión. Sin embargo, la puerta blindada del motor se daña, cortocircuita y no se cierra, lo que obliga a Curtis y Namgoong, a abrazar fuertemente a Yona y Timmy, protegiéndolos de la explosión que se provocará en el motor del tren. La onda de la explosión externa del tren que avanza a gran velocidad, provoca una avalancha en la ladera de la montaña cercana, con nieve suelta por el calentamiento de la superficie del planeta, que hace descarrilar la parte trasera del tren y se destruyen varios vagones, que todavía avanza a gran velocidad por el impulso inicial del motor antes de su destrucción total, la parte trasera del tren, cae por un barranco y todos sus pasajeros mueren. Yona y Timmy, al parecer los únicos sobrevivientes de la explosión del vagón delantero del tren, emergen de los restos del tren ya totalmente descarrilado, detenido y destruido, y ven a un oso polar en la distancia, una prueba de que la vida existe fuera del tren porque la temperatura del planeta está subiendo nuevamente.

## Reparto
- Chris Evans es Curtis Everett.[9]
- Song Kang-ho es Namgoong Minsu.
- Ah-sung Ko es Yona.
- Jamie Bell es Edgar.[10]
- John Hurt es Gilliam.[11]
- Tilda Swinton es Mason.[10]
- Octavia Spencer es Tanya.[12]
- Ed Harris es Wilford.[13]
- Ewen Bremner es Andrew.
- Luke Pasqualino es Grey.
- Alison Pill es Profesora.
- Vlad Ivanov es Franco, el anciano.
- Clark Middleton es Pintor.
- Tómas Lemarquis es Egg-head.
- Jean-Marc Rochette (cameo).[14]

## Producción

### Desarrollo
Durante la producción de The Host a finales de 2004 en Hongdae, Seúl, Bong visitó una tienda de cómics que solía frecuentar donde conoció a Jean-Marc Rochette, uno de los historietistas franceses autores de la novela gráfica Le Transperceneige. Tras leer las historietas quedó fascinado al ver como un grupo de personas luchaba por la supervivencia en vagones clasificados por estatus social. Bong le enseñó las obras completas a su compañero de dirección: Park Chan-wook. En 2005, la productora Moho Films adquirió los derechos para la adaptación cinematográfica.

### Rodaje
El rodaje empezó el 16 de abril de 2012 en los estudios Barrandov de Praga, República Checa y en Tirol, Austria. En cuanto a la postproducción, tuvo lugar en Corea del Sur.

### Estreno
La película se estrenó el 1 de agosto de 2013 en Corea del Sur y el 27 de junio del año siguiente en Estados Unidos.

## Recepción y taquilla
Las críticas recibidas fueron en su mayoría positivas. En Rotten Tomatoes obtuvo un 95% de nota y una media de 8,1 de 10 en un total de seis críticas.
En la primera semana en la cartelera surcoreana, el film recaudó 53,6 millones de dólares siendo la décima película más rentable del país. Con 9.350.141 espectadores en la semana del estreno, la producción batió el récord de asistencia al llegar a los 4 millones a los que se sumaron 2,26 en el fin de semana.